# Politi (organisation)
En politi syftar på en identifierbar politisk enhet som via olika institutioner utövar inflytande över en grupp människor och infogar dem i en kollektiv identitet. En politi skiljer sig från en stat eftersom den kan innefatta alla former av organiserad politisk styrning, som kommuner, stadsstater, autonoma regioner, stater eller arbetarråd.
På ett geopolitiskt spelplan kan en politi manifestera sig som en stat, ett imperium, en internationell organisation, en samarbetsorganisation, politisk organisation eller i andra strukturer som på olika sätt kan påverka människors levnad. En politi behöver inte vara helt suverän.
Till exempel är kurder i irakiska Kurdistan en separat och distinkt politi. Men de är samtidigt en del av den suveräna staten Irak, som i sig är en politi, däremot oförmögen att infoga alla delar av landet i en mer specifik och sammanhållen enhet. De skandinaviska länderna kan betraktas som en större politi, där varje separat nationsstat ger en mer specifik form till annars väldigt liknande folk. Svenskar, danskar och norrmän inorganiseras genom exempelvis språkutbildning, beskattning och personnummer. Det är alltså möjligt för en individ att tillhöra flera olika politeter samtidigt.
Den engelske politiske filosofen Thomas Hobbes (1588-1679) var en mycket betydelsefull figur i konceptualiseringen av begreppet. Hobbes utarbetade tankar om utformningen av staten och den så kallade organismtanken i boken Leviathan, hans mest anmärkningsvärda arbete. 
Den franske filosofen Louis Althusser (1918-1990) vidareutvecklade begreppet och gav det relevans bland moderna tänkare. Han myntade begreppet interpellation, som syftar på hur individer med delade materiella band av kollektiv association infogas i kollektiva identiteter genom institutioner.